# شين ناكامورا
شين ناكامورا (باليابانية: 中村 伸) (6 مايو 1974 في أوساكا في اليابان – )؛ هو لاعب كرة قدم ياباني سابق كان يلعب كلاعب وسط.

## وصلات خارجية
- شين ناكامورا على موقع رابطة كرة القدم اليابانية للمحترفين (اليابانية)
- شين ناكامورا على موقع قاعدة بيانات كرة القدم.إي يو (الإنجليزية)
- شين ناكامورا على موقع Soccerway.com (الإنجليزية)
- شين ناكامورا على موقع عالم كرة القدم.نت (الإنجليزية)